# Ukrajinska Premier liga
Ukrajinska Premier liga (ukrajinski: Прем'єр-ліга, Premyer-liha) je najjača državna nogometna liga u Ukrajini. Osnovana je po raspadu SSSR-a 1992. godine.
Natječe se 12 momčadi, po 2 utakmica svatko sa svakim (32 kola). Na kraju lige, dvije najlošije momčadi ispadaju u 2. ligu, Druha Liha, a zamjenjuju ih najbolje dvije momčadi iz te lige. Ako dvije vodeće momčadi na kraju sezone imaju isti broj bodova, igra se dodatna utakmica za prvaka između tih dviju momčadi, i to na neutralnom terenu. Prvi i jedini put se ovo dogodilo sezone 2005./06. kad su se u toj situaciji našli Šahtar i Dinamo. U Krivem Rihu je nakon produžetaka pobijedio Šahtar s 2:1 i postao prvak.
Trenutni je prvak Ukrajine Šahtar Donjeck. Najviše naslova ima Dinamo Kijev, čak 11 u 15 godina. Tavrija Simferopol prva je osvojila naslov prvaka, a nakon toga oni su odlazili ili u Kijev ili u Donjeck. U svih 15 dosadašnjih sezone nastupali su Dinamo Kijev, Šahtar Donjeck, Dnjipro, Tavrija Simferopol i Metalurg Zaporižžja.
Ukrajina broji 67 profesionalnih nogometnih klubova, od kojih neki imaju više od 1 momčadi. Neke (npr. Dinamo Kijev) posjeduju i amaterske momčadi koje se natječu u nižim ligama. Sveukupno je to 78 nogometnih momčadi.

### Kalendar
12 klubova igraju po 2 utakmice; jednu doma, jednu u gostima. Nakon toga se odvoje u dvije skupine i igraju po 2 utakmice po istom sistemu. Nakon toga 2 kluba ispadaju u Peršu Lihu (Prvu Ligu), 2 kluba dobivaju mjesta u Ligi prvaka i 3 kluba mjesto u Europa Ligi. Prvenstvo počinje sredinom srpnja, a završava sredinom lipnja. Nakon 15 utakmica započinje zimska stanka koja traje od početka prosinca do početka ožujka. Zimska je stanka, tako, dulja od ljetne, što nije neobično s obzirom na oštre ukrajinske zime.
Prvo prvenstvo 1992. trajalo je tek pola godine. To je bilo tako zbog toga što je posljednje prvenstvo SSSR-a završilo u jesen 1991., a umjesto da se Vyscha Liha igra kao Sovjetska, od proljeća do jeseni, igralo se od jeseni do proljeća. Bilo je 20 momčadi u 2 grupe. Svatko je sa svakim igrao 2 puta, a pobjednici grupa su igrali za prvaka. Tavrija je tad pobijedila Dinamo. Narednih se sezona broj momčadi članova Premier LIge Ukrajine mijenjao od 14, 16 do 18.

### Vyscha Liha 2018./19.
- FK Arsenal Kijev
- Černomorec Odessa
- Desna Černihiv
- Dinamo Kijev
- Karpati Lviv
- FK Lviv
- FK Mariupol
- Oleksandrija
- Olimpik Donjeck
- Šahtar Donjeck
- Vorskla Poltava
- Zorja Luhansk

### UEFA ljestvica klubova
Za sezonu 2006./07.
- 49 (69)  Šahtar Donjeck (44.726)
- 61 (63)  Dinamo Kijev (38.726)
- 89 (83)  Dnjipro (29.726)
- 147 (156)  Metalurg Donjeck (13.726)
- 157 (182)  Metalurg Zaporožje (11.726)
- 167 (174)  Arsenal Kijev (11.777)
- Novi  (novi)  Metalist Harkiv (9726)

### Prvaci i najbolji strijelci
| godina    | prvak              | doprvak                 | treće mjesto            | najbolji strijelac (klub)                                 | broj golova |
| --------- | ------------------ | ----------------------- | ----------------------- | --------------------------------------------------------- | ----------- |
| 1992.     | Tavrija Simferopol | Dinamo Kijev            | Dnjipro Dnjipropetrovsk | Jurij Hudjmenko (Tavrija Simferopol)                      | 12          |
| 1992./93. | Dinamo Kijev       | Dnjipro Dnjipropetrovsk | Černomorec Odessa       | Serhij Husjev (Čornomorec Odesa)                          | 17          |
| 1993./94. | Dinamo Kijev       | Šahtar Donjeck          | Černomorec Odessa       | Timerlan Huseinov (Čornomorec Odesa)                      | 18          |
| 1994./95. | Dinamo Kijev       | Černomorec Odessa       | Dnjipro Dnjipropetrovsk | Arsen Avakov, (Torpedo Zaporožje)                         | 21          |
| 1995./96. | Dinamo Kijev       | Černomorec Odessa       | Dnjipro Dnjipropetrovsk | Timerlan Huseinov (Čornomorec Odesa)                      | 20          |
| 1996./97. | Dinamo Kijev       | Šahtar Donjeck          | Vorskla Poltava         | Oleh Matvijiv (Šahtar Donjeck)                            | 21          |
| 1997./98. | Dinamo Kijev       | Šahtar Donjeck          | Karpati Lviv            | Serhij Rebrov (Dinamo Kijev)                              | 22          |
| 1998./99. | Dinamo Kijev       | Šahtar Donjeck          | Krivbas Krivi Rog       | Andrij Ševčenko (Dinamo Kijev)                            | 18          |
| 1999./00. | Dinamo Kijev       | Šahtar Donjeck          | Krivbas Krivi Rog       | Maksim Šackih (Dinamo Kijev)                              | 20          |
| 2000./01. | Dinamo Kijev       | Šahtar Donjeck          | Dnjipro Dnjipropetrovsk | Andrij Vorobej (Šahtar Donjeck)                           | 21          |
| 2001./02. | Šahtar Donjeck     | Dinamo Kijev            | Metalurg Donjeck        | Serhij Šiščenko (Metalurg Donjeck)                        | 12          |
| 2002./03. | Dinamo Kijev       | Šahtar Donjeck          | Metalurg Donjeck        | Maksim Šackih (Dinamo Kijev)                              | 22          |
| 2003./04. | Dinamo Kijev       | Šahtar Donjeck          | Dnjipro Dnjipropetrovsk | Georgi Demetradze (Metalurg Donjeck)                      | 18          |
| 2004./05. | Šahtar Donjeck     | Dinamo Kijev            | Metalurg Donjeck        | Oleksandr Kosirin (Čornomorec Odesa)                      | 14          |
| 2005./06. | Šahtar Donjeck     | Dinamo Kijev            | Černomorec Odessa       | Brandao (Šahtar Donjeck) Emmanuel Okoduwa (Arsenal Kijev) | 15          |
| 2006./07. | Dinamo Kijev       | Šahtar Donjeck          | Metalist Harkiv         | Oleksandr Hladkij (Harkiv)                                | 13          |
| 2007./08. | Šahtar Donjeck     | Dinamo Kijev            | Metalist Harkiv         | Marko Dević (Metalist Harkiv)                             | 19          |
| 2008./09. | Dinamo Kijev       | Šahtar Donjeck          | Metalist Harkiv         | Oleksandr Kovpak (Tavrija Simferopol)                     | 17          |
| 2009./10. | Šahtar Donjeck     | Dinamo Kijev            | Metalist Harkiv         | Artem Milevsky (Dinamo Kijev)                             | 17          |
| 2010./11. | Šahtar Donjeck     | Dinamo Kijev            | Metalist Harkiv         | Jevhen Seleznjov (Dnjipro Dnjipropetrovsk)                | 17          |
| 2011./12. | Šahtar Donjeck     | Dinamo Kijev            | Metalist Harkiv         | Jevhen Seleznjov (Šahtar Donjeck) Maicon (Volyn Lutsk)    | 14          |
| 2012./13. | Šahtar Donjeck     | Metalist Harkiv         | Dinamo Kijev            | Henrih Mhitarjan (Šahtar Donjeck)                         | 25          |
| 2013./14. | Šahtar Donjeck     | Dnjipro Dnjipropetrovsk | Metalist Harkiv         | Luiz Adriano (Šahtar Donjeck)                             | 20          |
| 2014./15. | Dinamo Kijev       | Šahtar Donjeck          | Dnjipro Dnjipropetrovsk | Eric Bicfalvi (Volyn Lutsk)                               | 17          |
| 2015./16. | Dinamo Kijev       | Šahtar Donjeck          | Dnjipro Dnjipropetrovsk | Alex Teixeira (Šahtar Donjeck)                            | 22          |
| 2016./17. | Šahtar Donjeck     | Dinamo Kijev            | Zorâ Lugansʹk           |                                                           |             |
| 2017./18. | Šahtar Donjeck     | Dinamo Kijev            | Vorskla Poltava         |                                                           |             |
| 2018./19. | Šahtar Donjeck     | Dinamo Kijev            | Oleksandrija            |                                                           |             |

### vidi još
- (ukrajinski) Ukrajinska profesionalna nogometna liga
- (ukrajinski)/(engleski) Ukrajinski nogometni savez  Arhivirana inačica izvorne stranice od 6. lipnja 2012. (Wayback Machine)
- (engleski) ukriniansoccer.net   Arhivirana inačica izvorne stranice od 2. ožujka 2009. (Wayback Machine)
- (engleski)/(ukrajinski) Povijest ukr. nogometa

| Ukrajinska Premier liga 2018./19. | Ukrajinska Premier liga 2018./19. |
| --- | --------------------------------- |
| |                                   |
| Arsenal Kijev • Čornomorec Odesa • Desna Černihiv • Dinamo Kijev • FK Mariupolj • Karpati Lavov • Lviv • Oleksandrija • Olimpik Donjeck • Šahtar Donjeck • Vorskla Poltava • Zorja Luhansk |                                   |

| Ukrajinska Premier liga 2018./19. | Ukrajinska Premier liga 2018./19. |
| --- | --------------------------------- |
| |                                   |
| Arsenal Kijev • Čornomorec Odesa • Desna Černihiv • Dinamo Kijev • FK Mariupolj • Karpati Lavov • Lviv • Oleksandrija • Olimpik Donjeck • Šahtar Donjeck • Vorskla Poltava • Zorja Luhansk |                                   |

| Europske prve nogometne lige (UEFA) | Europske prve nogometne lige (UEFA) |
| ----------------------------------- | --- |
|                                     | |
| Sadašnje                            | Albanija • Andora • Armenija • Austrija • Azerbajdžan • Belgija • Bjelorusija • Bosna i Herzegovina • Bugarska • Cipar • Crna Gora • Češka • Danska • Engleska • Estonija • Farski otoci • Finska • Francuska • Gibraltar • Grčka • Gruzija • Hrvatska • Irska • Island • Italija • Izrael • Kazahstan • Kosovo • Latvija • Litva • Luksemburg • Mađarska • Malta • Moldavija • Nizozemska • Norveška • Njemačka • Poljska • Portugal • Rumunjska • Rusija • San Marino • Sjeverna Irska • Sjeverna Makedonija • Slovačka • Slovenija • Srbija • Škotska • Španjolska • Švedska • Švicarska • Turska • Ukrajina • Wales |
|                                     | |
| Bivše                               | Čehoslovačka • DR Njemačka • Jugoslavija • Sovjetski savez • Srbija i Crna Gora |

| Europske prve nogometne lige (UEFA) | Europske prve nogometne lige (UEFA) |
| ----------------------------------- | --- |
|                                     | |
| Sadašnje                            | Albanija • Andora • Armenija • Austrija • Azerbajdžan • Belgija • Bjelorusija • Bosna i Herzegovina • Bugarska • Cipar • Crna Gora • Češka • Danska • Engleska • Estonija • Farski otoci • Finska • Francuska • Gibraltar • Grčka • Gruzija • Hrvatska • Irska • Island • Italija • Izrael • Kazahstan • Kosovo • Latvija • Litva • Luksemburg • Mađarska • Malta • Moldavija • Nizozemska • Norveška • Njemačka • Poljska • Portugal • Rumunjska • Rusija • San Marino • Sjeverna Irska • Sjeverna Makedonija • Slovačka • Slovenija • Srbija • Škotska • Španjolska • Švedska • Švicarska • Turska • Ukrajina • Wales |
|                                     | |
| Bivše                               | Čehoslovačka • DR Njemačka • Jugoslavija • Sovjetski savez • Srbija i Crna Gora |